# Пропорційність (математика)
Пропорці́йними називаються дві взаємно залежні величини, якщо відношення їх значень залишається незмінним. Рівність між відношеннями двох чи декількох пар чисел або величин в математиці називається пропорцією.

## Пряма пропорційність

Змінна y є прямо пропорційною до змінної x.

Пряма́ пропорці́йність — стале відношення двох змінних величин. При збільшенні (зменшенні) однієї величини в декілька разів у стільки ж разів збільшується (зменшується) друга величина. Такі величини називаються прямо пропорційними.

Нехай дано дві змінні x та y, y є прямопропорційною до x, якщо існує відмінна від нуля константа k, така, що 
{\displaystyle y=kx}
Співвідношення часто позначають використовуючи символи ∝ чи ~, наприклад
{\displaystyle y\propto x}
і стале відношення
{\displaystyle k={\frac {y}{x}}}
називається коефіцієнтом пропорційності.

### Приклади
1. У випадку руху з постійною швидкістю пройдена відстань прямо пропорційна витраченому часу.
2. Якщо купують однаковий товар за фіксованою ціною, вартість товару прямо пропорційна його кількості.
3. Периметр квадрата з довжиною сторони а є прямо пропорційним довжині сторони.

### Графік
Якщо y є прямо пропорційна до x, тоді графік y як функції від x є прямою лінією, що проходить через початок координат з нахилом, залежним від коефіцієнта пропорційності: вона відповідає лінійному росту.

## Обернена пропорційність

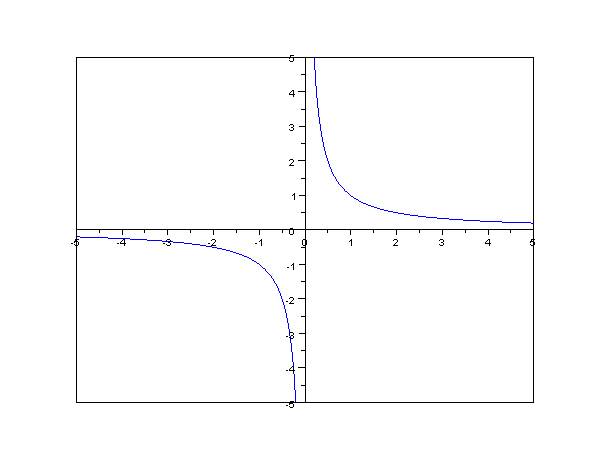
Обернена пропорційна функція y = 1/x.

Обе́рнена пропорці́йність — це функціональна залежність, при якій збільшення незалежної величини (аргумента) призводить до пропорційного зменшення залежної величини (функції).

Дві змінні є обернено пропорційні, якщо кожна з них є прямо пропорційна до оберненої їй змінної. Нехай дано дві змінні x та y, y є обернено пропорційною до x, якщо існує відмінна від нуля константа k, така, що
{\displaystyle y={k \over x}}

### Приклади
1. Час подорожі є обернено пропорційним до швидкості, з якою відбувається подорож.
2. Час потрібний для виконання роботи є (приблизно) обернено пропорційним до кількості людей, що виконують роботу.

### Графік
Графіком функції {\displaystyle y=k/x}, {\displaystyle k\neq 0} в декартовій системі координат є рівностороння гіпербола з дійсною піввіссю {\displaystyle {\sqrt {2\left\vert k\right\vert }}} (відстань від вершини до центру), з центром в початку координат та асимптотами — осями координат.

## Експоненційна та логарифмічна пропорційності
Змінна y є експоненційно пропорційною до змінної x, якщо y є прямопропорційною до експоненційної функції від x, причому існують відмінні від нуля константи k та a, такі, що 
{\displaystyle y=ka^{x}}
Змінна y є логарифмічно пропорційною до змінної x, якщо y є прямопропорційною до логарифма від x, причому існують відмінні від нуля константи k та a, такі, що
{\displaystyle y=k\log _{a}(x)}

### Зростання
- Експоненційне зростання
- Логарифмічне зростання
- Лінійне зростання[en]
- Гіперболічне зростання